# 王嘉賓 (萬曆進士)
王嘉賓（1548年—？），字國賢，號廷石，直隸滁州來安縣人，民籍，明朝政治人物。

## 生平
萬曆七年（1579年）己卯鄉試七十八名，萬曆十一年癸未科會試三百三十六名，未殿试，萬曆十四年（1586年）丙戌科登三甲第二百四名進士。都察院观政，十五年授浙江定海县知县，本年互調诸暨县知县。十七年丁憂，擢監察御史，卒。

## 家族
曾祖王安，曾任舉人；祖父王徽，曾任貢士贈刑部主事；父王可久，曾任廩生。母盛氏；繼母張氏。慈侍下。弟嘉善（庠生）、嘉言（王府引禮生）、嘉謨（指挥）、心纯（庠生）。